# مریناگن
مریناگن (به لاتین: Merinaghen) یک منطقهٔ مسکونی در سنگال است که در ناحیه سن لوئیس واقع شده‌است.